# Ботннутен
Ботннутен (норв. Botnnuten) — одиночная гора высотой 1460 метров, находящаяся в 40 км от ледника Сирасэ на Земле Королевы Мод. Была занесена на карту норвежскими картографами с аэрофотографий экспедиции Ларса Кристенсена в 1936—1937 годах.
Названа норв. Botnnuten, так как предположительно является самым южным пиком.